# Port lotniczy Bilbao
Port lotniczy Bilbao – port lotniczy położony 11 km na północ od Bilbao, w północnej Hiszpanii. Główny terminal portu zaprojektowany przez hiszpańskiego architekta Santiaga Calatravę, został otwarty w 2000. W 2023 obsłużył 6,3 mln pasażerów.

## Linie lotnicze i połączenia
| Linia lotnicza        | Kierunek |
| --------------------- | --- |
| Aegean Airlines       | Sezonowo: 1. Ateny |
| Aer Lingus            | 1. Dublin |
| Air Arabia            | 1. Tanger 2. Tetuan |
| Air Cairo             | 1. Hurghada 2. Kair 3. Luksor |
| Air Europa            | 1. Lanzarote 2. Madryt 3. Palma de Mallorca 4. Teneryfa-Północ Sezonowo: 1. Ibiza 2. Menorka |
| Air France            | 1. Paryż-Charles de Gaulle |
| Azores Airlines       | Sezonowo: 1. Ponta Delgada |
| Brussels Airlines     | 1. Bruksela |
| EasyJet               | 1. Genewa 2. Londyn-Gatwick (do 1 listopada 2024) 3. Manchester Sezonowo: 1. Bristol 2. Mediolan-Malpensa |
| Edelweiss Air         | Sezonowo: 1. Zurych |
| Eurowings             | 1. Düsseldorf Sezonowo: 1. Hamburg 2. Stuttgart |
| Iberia                | 1. Madryt 2. Santiago de Compostela 3. Walencja Sezonowo: 1. Madera 2. Palma de Mallorca 3. Vigo |
| KLM                   | 1. Amsterdam |
| Lufthansa             | 1. Frankfurt 2. Monachium |
| Norwegian Air Shuttle | Sezonowo: 1. Kopenhaga 2. Oslo-Gardermoen |
| TAP Portugal          | 1. Lizbona |
| Transavia             | 1. Eindhoven |
| Turkish Airlines      | 1. Stambuł |
| Volotea               | 1. Alicante 2. Florencja 3. Gran Canaria 4. Malaga 5. Palma de Mallorca 6. Paryż-Orly 7. Porto 8. Rzym-Fiumicino 9. Sewilla 10. Teneryfa-Południe 11. Walencja 12. Wenecja Sezonowo: 1. Ateny 2. Castellón 3. Faro 4. Ibiza 5. Lyon 6. Marrakesz 7. Menorka 8. Murcja 9. Neapol 10. Olbia 11. Santorini |
| Vueling               | 1. Alicante 2. Amsterdam 3. Barcelona 4. Bruksela 5. Kopenhaga 6. Florencja 7. Fuerteventura 8. Gran Canaria 9. Grenada 10. Ibiza 11. Lanzarote 12. Lizbona 13. Londyn-Gatwick 14. Hamburg 15. Malaga 16. Menorka 17. Palma de Mallorca 18. Marrakesz 19. Paryż-Charles de Gaulle 20. Porto 21. Praga 22. Santiago de Compostela 23. Sewilla 24. Teneryfa-Północ 25. Walencja 26. Zurych Sezonowo: 1. Almería 2. Faro 3. Jerez 4. La Palma 5. Malta 6. Mediolan 7. Rzym-Fiumicino |
| Wizz Air              | 1. Wiedeń Sezonowo: 1. Warszawa-Chopin |